# Pete Rouse
Peter Mikami Rouse (ur. 15 kwietnia 1946) – amerykański polityk.
1 października 2010 r. został powołany tymczasowo na stanowisko szefa personelu Białego Domu, zastępując odchodzącego Rahma Emanuela. Zajmował to stanowisko do 13 stycznia 2011.